# Calgary Stampeders
Calgary Stampeders é uma equipe profissional de futebol americano do Canadá, participante da Divisão Oeste da Canadian Football League da cidade de Calgary, Alberta.
Foi fundado em 1935 e já ganhou sete Grey Cups nos anos de 1948, 1971, 1992, 1998, 2001, 2008 e 2014. Seu estádio é o McMahon Stadium.